# Вовчиця (телесеріал, 1997)
«Вовчиця» (ісп. La chacala) — мексиканська теленовела у жанрі містичної драми виробництва телекомпанії TV Azteca. Прем'єрний показ відбувся на каналі Azteca Uno 3 листопада 1997 — 10 липня 1998 років.

## Сюжет
У віддаленому селі жила закохана пара — Хав'єр і Делія, котрі готувалися до поповнення в родині. Незважаючи на любов і відданість чоловіка Хав'єра, Делія з раннього дитинства передчуває біду та почуває себе незручно. Одного разу Хав'єр вирушає на полювання, щоб вбити оленя, але випадково стріляє в Симона, сина місцевої знахарки Домінги. Хав'єр закопує труп загиблого в землю. Дух Симона приходить до його матері — відьми Домінги — й розповідає їй про вбивство. Домінга знаходить закопаний труп Симона, з'являться в село до Хав'єра й проклинає увесь їхній рід — сказавши, що в Делії народяться сестри-близнючки й одна буде втіленням добра, а друга — втіленням зла. Хто народиться під знаком зла — буде таємничою вовчицею. Й ось підходять строки пологів — Делія народжує спочатку дівчинку Ільду, а потім дівчинку Ліліану. При народженні першої дитини в Делії була на обличчі посмішка, а при народженні її близнючки на очах виступили сльози, після чого почалася сильна кровотеча, від якої Делія померла. Коли Хав'єр хотів перед смертю поцілувати свою дружину Делію, вона раптом обернулася на відьму Домінгу, яка прокляла двох новонароджених дівчаток-близнючок. 
Йшли роки, дівчатка-близнючки стали дорослими: Ільда успішно вийшла заміж і стала лікарем, Ліліана нікого собі не знайшла й живе на фермі з батьком. Зачарована Ліліана намагається зашкодити Ільді, вона лякає її страшним віщуваннями, чим доводить сестру до нервового зриву та лікування у психіатричній лікарні, де їй постійно сниться обличчя Ліліани — вовчиці...
У фіналі Ільда все ж визволяє сестру з під злих чарів Домінги, й Ліліана стає такою як Ільда. А до Хав'єра уночі приходить Делія й забирає його з собою — чоловік тихо помирає уві сні.

## У ролях
| Актор                  | Роль                                            |
| ---------------------- | ----------------------------------------------- |
| Крістіан Бах           | Делія Альмада / Ільда Альмада / Ліліана Альмада |
| Хорхе Ріверо           | Хав'єр Альмада                                  |
| Рафаель Санчес Наварро | Хоакін                                          |
| Хосе Алонсо            | падре Ісая                                      |
| Роберто Бландон        | Давид                                           |
| Мігель Анхель Ферріс   | Густаво                                         |
| Анна Чокетті           | Марина                                          |
| Ліна Сантос            | Бренда                                          |
| Енріке Нові            | Альфредо                                        |
| Венді де дом Кобос     | Габріела                                        |
| Анхеліка Арагон        | таємнича незнайомка                             |
| Ірма Інфанте           | Крістіна                                        |
| Клаудія Соса           | Юдіт                                            |
| Ана Лаура Еспіноса     | Ховіта                                          |
| Едгардо Еліесер        | Симон (Диявол)                                  |
| Хулія Марішаль         | Домінга (Диявол)                                |
| Анхеліка Крус          | Тельма                                          |
| Габріела Ороско        | Едувіхес                                        |
| Рехіна Торне           | Консуело Альмада                                |
| Тоньо Вальдес          | Кіке                                            |
| Фернандо Чангеротті    | Ісмаель                                         |
| Хосе Гонсалес Маркес   | Обіспо                                          |
| Майра Рохас            | Іоланда                                         |